# شرق بوتني (محطة مترو أنفاق لندن)
شرق بوتني (بالإنجليزية: East Putney)‏ هي إحدى محطات مترو أنفاق لندن. تقع على خط ديستريكت أفتتحت في المنطقة (Zone) رقم 2 و3 أفتتحت في 3 يونيو 1889. 